# Estación de Kaesong
La Estación de Kaesong es una estación ferroviaria que se encuentra en la ciudad de Kaesong, provincia de Hwanghae del Norte, Corea del Norte. Está localizada en la línea conocida como línea Pyongbu, que antiguamente era parte de la línea Gyeongui que unía, entre otras localidades, a las actuales capitales de las dos Coreas: Seúl y Pyongyang. A través de esta línea se podría conectar toda la línea ferroviaria del norte con Busan a través de la vía de Dorasan. Solo está operativa hasta la zona desmilitarizada de Corea.

## Historia
La estació fue abierta al servicio de tráfico de pasajeros el 1 de abril de 1908 bajo el nombre de Estación de Kaijo, aunque la línea completa había sido terminada de construir el 3 de abril de 1906. El edificio original de la estación, completado en 1919, era un edificio de ladrillo de estilo occidental; este fue destruido durante la guerra de Corea y reemplazado más tarde por una estructura de hormigón. La estación fue reconstruida nuevamente en 2003, usando fondos donados por el gobierno de Corea del Sur de la en el marco de la política del Sol.

## Operaciones
El 14 de junio de 2003, la sección de Kaeson a Panmun (la estación de la zona industrial de Kaesong) y que sale hacia la ZDC a Dorasan fue renovada, y un tren especial inauguró la línea cuando esta fue reabierta al funcionamiento el 17 de mayo de 2007. Los trenes que cruzaban la frontera entre Corea del Sur y la Región Industrial de Kaesong son operados por Korail (la compañía ferroviaria nacional de Corea del Sur), existen para carga y para trabajadores de Corea del Sur, con el primer tren de carga programado que hizo su recorrido el 11 de diciembre de 2007. Este servicio ha sido interrumpido en repetidas ocasiones como resultado de eventos políticos entre el Norte y el Sur que han causado el cierre del distrito industrial. El distrito industrial fue reabierto por última vez el 16 de septiembre de 2013 después de un cierre de cinco meses.
El servicio de carga regular opera desde Kaesong norte. Varios trenes de pasajeros están programados para esta línea a Kaesŏng (trenes semi-expresos 142-143 / 144-145 entre Sinuiju Chongnyon y Kaesong, y trenes locales 222-223 / 224 entre Kalli y Kaesong, ambos a través de Pyongyang), pero según los informes, se han suspendido desde 2008.